# پارک ملی کوه الگون
پارک ملی کوه الگون (به لاتین: Mount Elgon National Park) یک منطقهٔ مسکونی در اوگاندا است که در Uganda and Kenya واقع شده‌است.